# Desalobradora

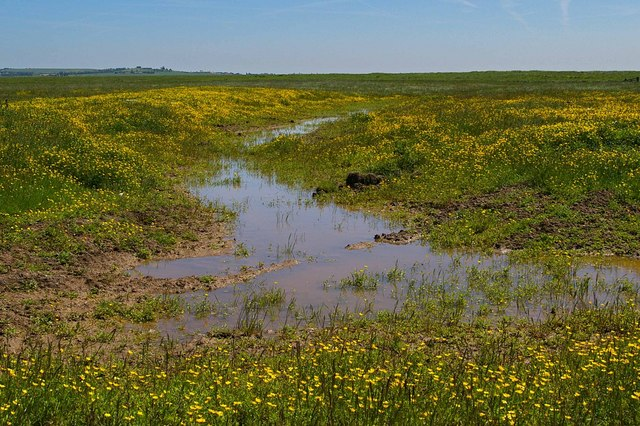
Agua salobre en las marismas de Stray, isla de Sheppey, Reino Unido

Una desalobradora es una máquina o una instalación que toma agua salobre y expulsa, por un lado, agua dulce, que puede utilizarse para regar cultivos, y por otro lado, salmuera, es decir, agua con una alta concentración de sales que, si se vierte en pozos o en lagos cerrados, es medioambientalmente dañina.
Las desalobradoras actuales, como las desaladoras, suelen funcionar basándose en el fenómeno físico de la ósmosis inversa. Hay otras tecnologías de desalación, pero son menos eficaces. Para ejercer la presión a través de la membrana semipermeable, la desalobradora necesita energía eléctrica, que puede provenir de la red o de un generador de gasóleo.

## Diferencias con las desaladoras
En cuanto al principio de funcionamiento no hay diferencias entre las desaladoras y las desalobradoras, pero las circunstancias en que funcionan suelen ser distintas.

### Desaladoras
- Suelen ser grandes plantas fijas
- Conectadas a la red eléctrica
- Conectadas a la red de agua potable
- Construidas con el beneplácito de las administraciones públicas, y a veces, hasta propiedad de estas
- Situadas cerca del mar
- El emisario (tubo) de salmuera vierte en mar abierto, con lo que se minimiza el daño ambiental

### Desalobradoras
- Mucho más pequeñas
- Móviles en algunos casos, instaladas en remolques[1]
- Pueden conectarse a la red eléctrica o impulsarse mediante un generador de gasóleo
- Desconectadas de la red de agua: el agua que producen va directamente a riego[1]
- Pueden ser clandestinas, ilegales, sin el permiso correspondiente, o lo vulneran en su funcionamiento[1]
- Situadas tierra adentro
- El emisario de salmuera vierte en pozos o lagos cerrados[3]

No obstante, también existen algunas grandes desalobradoras fijas totalmente legales, y conectadas a la red de agua potable.